# Daisuke Matsuoka
Daisuke Matsuoka (松岡 大介?, Matsuoka Daisuke; Prefettura di Kōchi, 14 marzo 1977) è un doppiatore giapponese.

## Ruoli

### Animazione televisiva
- 009-1 - Ragazzo nell'Ep. 3; Speaker nell'Ep. 11; Staff nell'Ep. 10
- Amatsuki - Samurai nell'Ep. 2
- Ayakashi - Kojima-Sensei
- Bamboo Blade - Ozawa negli Ep. 20-21
- Bleach - Bawabawa; Beast Sword nell'Ep. 260; Genga; Medazeppi (Fraccion di Szayel); Nirgge Parduoc (arrancar, Fraccion di Barragan); Shinigami nell'Ep. 172; Fraccion di Szayel nell'Ep. 164
- Coyote Ragtime Show - Caster nell'Ep. 2
- Ginban Kaleidoscope - Enyama
- Higurashi no naku koro ni kai - Dottore nell'Ep. 5; Uomo nell'Ep. 12; Maggiore nell'Ep. 10; Yamainu nell'Ep. 13
- Junjō romantica - Anziano nell'Ep. 3
- Kotetsushin Jeeg - Mimashi; Staff D nell'Ep. 1
- Moetan - Uomo in nero nell'Ep. 2
- Night Head Genesis - Yousuke Tagawa nell'Ep. 2
- Rental Magica - Seguace negli Ep. 19-20; Subordinato di Goetia negli Ep. 5-6; Leader negli Ep. 21-22; Subordinato nell'Ep. 2; * Takeminakata God nell'Ep. 3
- Shining Tears X Wind - Rouen
- Sora no woto - Martin
- The Story of Saiunkoku (Seconda Serie) - Vecchio servitore nell'Ep. 1
- Moyashimon - Membro del club UFO nell'Ep. 6
- Umineko no naku koro ni - Kawabata
- Let's Go Taffy - Taizou Kurogane
- Yattaman - Billy nell'Ep. 19; Presidente nell'Ep. 8; Guardia del corpo nell'Ep. 12; Padre di Hirari nell'Ep. 24; Segretario nell'Ep. 6; Supervisore nell'Ep. 3

### Film Anime
- Bleach: The DiamondDust Rebellion - Hyōrinmaru

### OAV
- Gundam Evolve - Equipaggio di terra (Evolve 8); Uomo vestito di rosso (Evolve 12)
- Sakura taisen - New York New York - Abitante di New York nell'Ep. 1

### Videogiochi
- Armored Core: Last Raven - Additional voices

### Drama CD
- Matsuri Special - Padre di Matsuri